# Corona de san Esteban

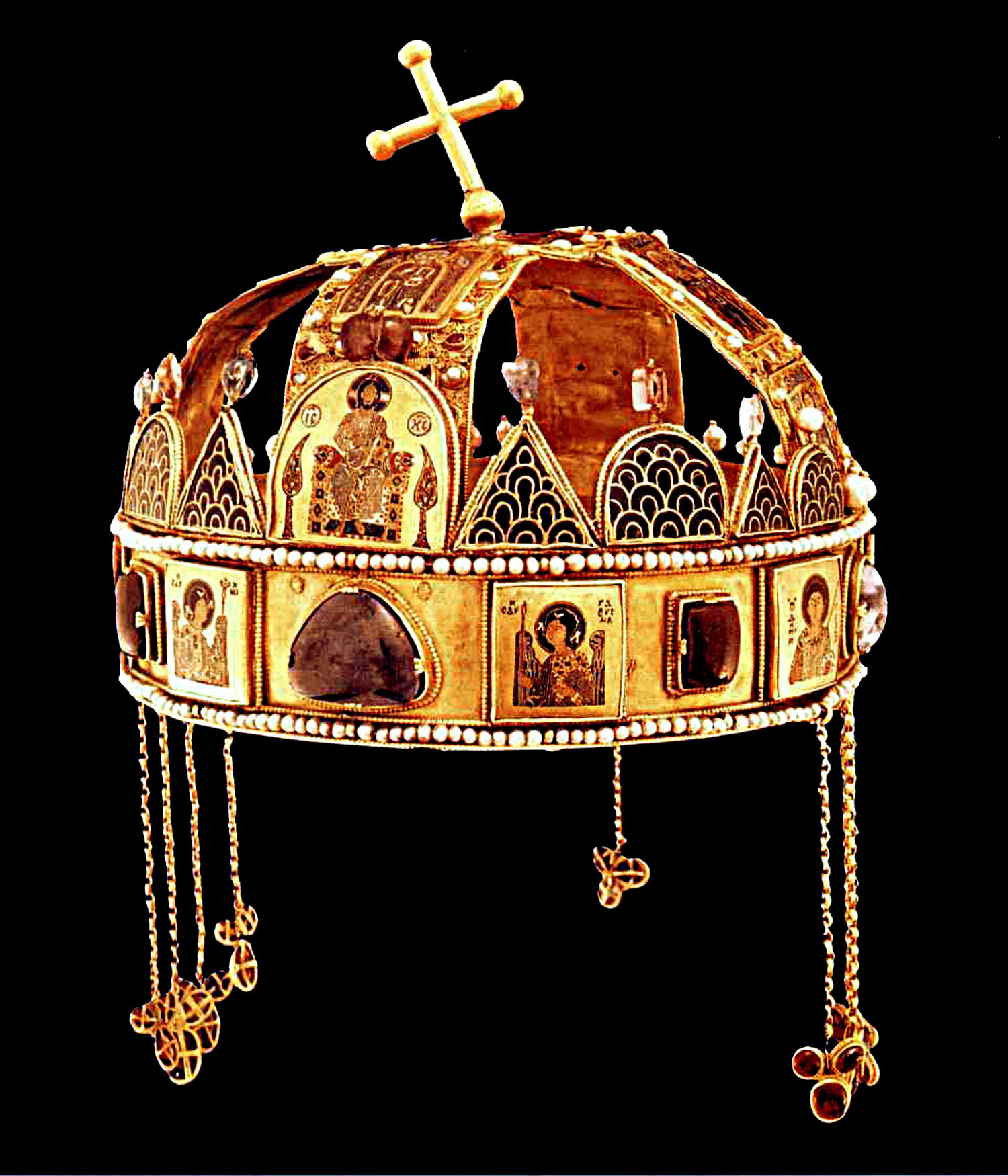
La Corona de San Esteban o Sacra Corona de Hungría.

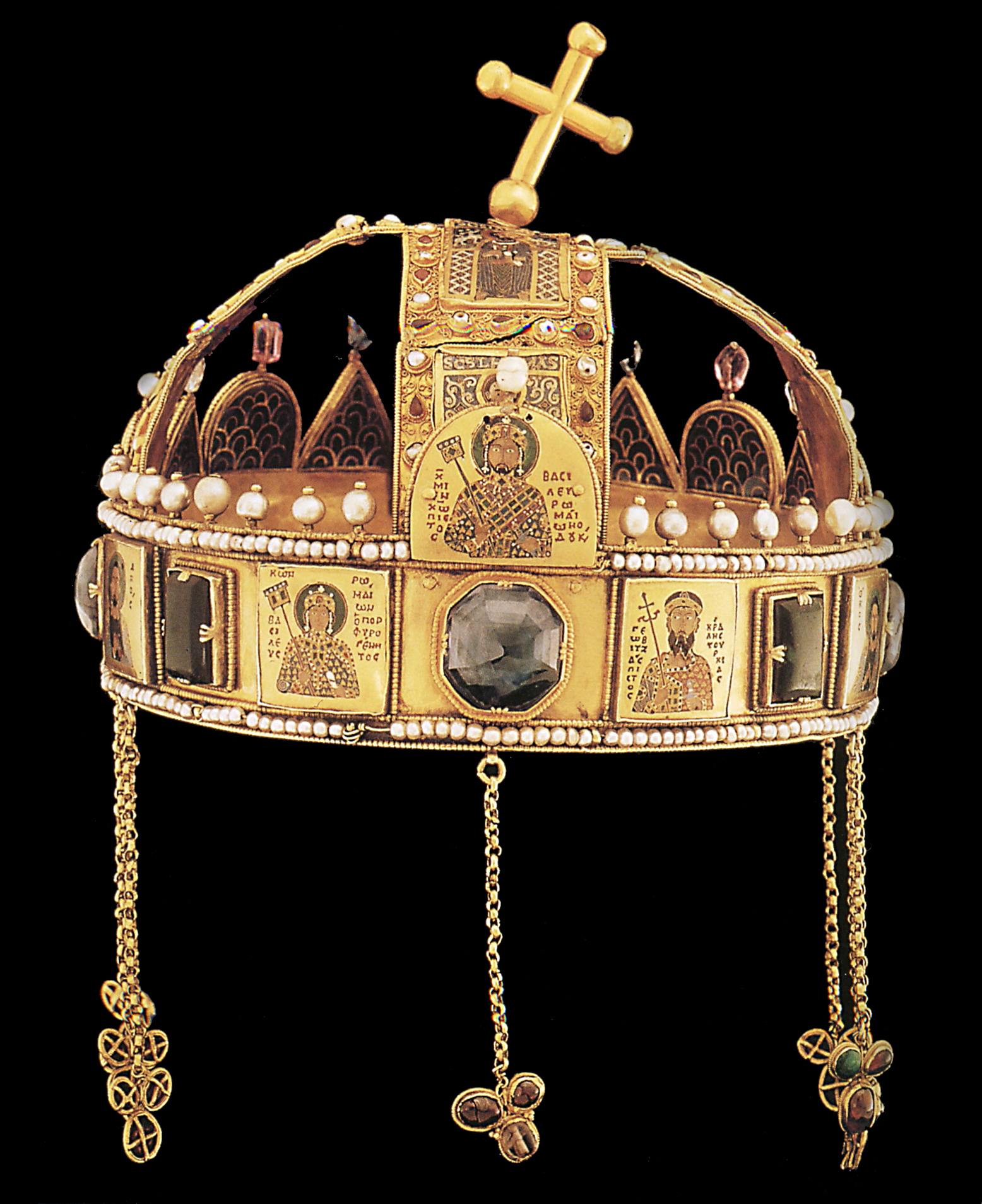
Parte posterior de la corona

La Santa Corona húngara, conocida también como corona de san Esteban (en húngaro: Magyar Szent Korona, en alemán: Stephanskrone, en croata: Kruna svetoga Stjepana, en latín: Sacra Corona) o Sacra Corona húngara, perteneció al primer monarca de Hungría, Esteban I, y es la única en la actualidad calificada como un «atributo sacro». En el 2000 fue trasladada del Museo Nacional de Hungría al Parlamento Húngaro.
Las insignias empleadas en la ceremonia de coronación de los monarcas húngaros fueron la corona de san Esteban, un cetro, un orbe o mundo y un manto. Casi todos los reyes de Hungría desde el siglo XII fueron coronados con dicha corona. En el orbe figuran las armas del rey Carlos I Roberto de Anjou (1310-1342).
El concepto de Corona Húngara quedó vinculado con los conocidos como Territorios de la Corona de san Esteban, de forma que la expresión «Sacra Corona» hacía referencia tanto al símbolo de la autoridad de los monarcas húngaros como al territorio en el que ejercía su autoridad. La relevancia que se le otorgó a este símbolo se observa en que se denominó Doctrina de la Sacra Corona al conjunto de principios políticos del Reino de Hungría (una Constitución no escrita). Además se consideraba que ningún monarca de Hungría tenía completa legitimidad si no era coronado. Únicamente tres monarcas no cumplieron con esta tradición: Vladislao I de Hungría, Juan Segismundo Szapolyai y José II de Habsburgo. El último fue conocido por el seudónimo de «el rey asombrerado» (en húngaro, kalapos király) ya que precisamente llevó siempre sombrero y no la Santa Corona; por este motivo, en su Declaración de Independencia de 1849, la Asamblea Nacional de Hungría declaró que José II no había sido verdadero rey de Hungría porque no fue coronado con la Corona de San Esteban.
En 1256 empezó a usarse el apelativo «sacra» y a partir del siglo XIV se la consideró en concreto algo más que un adorno, convirtiéndose en el único símbolo de la autoridad real y, por extensión, de los conocidos como Territorios de la corona de san Esteban. Por todo ello se puede afirmar que existía «un rey para la Corona de Hungría y no una corona para el rey de Hungría».
Desde el año 1401 figuraba en el sello del Reino de Hungría la inscripción: «sello de la Sacra Corona de Hungría».

## Descripción
- La corona posee una forma elíptica con una anchura de 203,9 milímetros y una longitud de 215.9 milímetros, un tamaño mayor que el de una cabeza humana.
- El peso es de 2056 g.
- Se recurrió a dos aleaciones diferentes de oro y plata para elaborar los elementos de la parte superior e inferior de la corona.
- En las imágenes de la parte superior figuran caracteres latinos, y griegos en las de la parte inferior.
- La parte inferior es asimétrica.[1]
- Se ha empleado un elaborado sistema de medición para la elaboración de la mayor parte de las piezas de la corona.[2]
- Se desconoce el lugar y la época exacta de su ensamblaje.

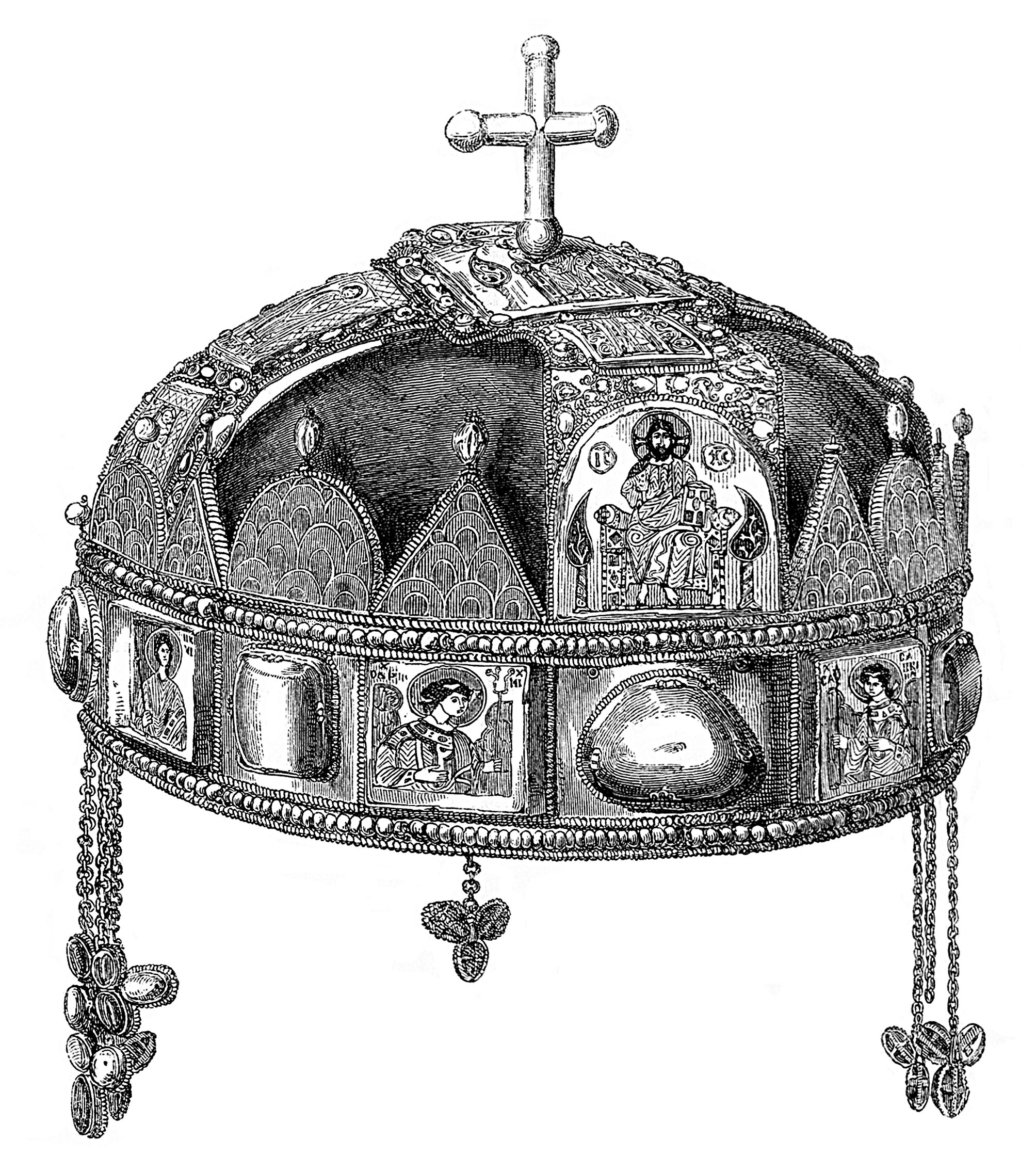
La corona de san Esteban en 1857.

## Atributo sacro
Conforme a la tradición, el rey Esteban alzó esta corona en el año 1000 durante su coronación como ofrenda a la Virgen María Nagyboldogasszony, como señal del compromiso de la monarquía con ella. A partir de entonces, la Virgen María fue considerada Regina (Reina) además de patrona de Hungría. Esta tradición sirvió como justificación de carácter divino para reforzar la autoridad real y la Doctrina de la Sacra Corona. Supuestamente fue enviada por el papa a Esteban. Pudo querer reflejar la dependencia espiritual del monarca húngaro respecto del papa, que le serviría como justificación para no quedar sujeto al vasallaje del emperador y, por otro lado, también pudo simbolizar el compromiso que el papado esperaba recibir del rey para que ayudara a la Iglesia católica a alcanzar sus objetivos en Hungría.
Los resultados de rigurosas investigaciones científicas, que han sido aceptadas por la Iglesia católica húngara, indican que en realidad los distintos elementos que componen esta corona fueron ensamblados durante el reinado de Bela III (1172-1196). Es posible que se emplearan algunos procedentes de una joya anterior que pudo ser enviada por el papa con motivo de la coronación de Esteban[cita requerida].

## Origen de la corona
Según la teoría más aceptada, recogida en publicaciones de la Academia de Ciencias Húngara y de la Conferencia Episcopal Húngara, la Corona de san Esteban posee dos partes diferenciadas denominadas Corona Graeca y Corona Latina. Fue ensamblada durante el reinado de Bela III y tiene influencias bizantinas, debido a que este rey se había criado en la corte bizantina.
La coronación de san Esteban, el primer rey de Hungría, simbolizó el comienzo del proceso de creación de Hungría como entidad política. No se ha podido determinar si se celebró el día de Navidad del año 1000 o el 1 de enero de 1001.
El obispo Hartvik (entre 1095-1116) elaboró uno de los primeros relatos sobre el origen de la corona, que sirvió de base para una tradición que afirmaba que el papa le había enviado una corona a Esteban junto con su bendición. El relato del Obispo aparece recogido en una biografía escrita por él entre 1100 y 1110 por encargo del rey Colomán I. El obispo Hartvik señaló que Esteban envió al arzobispo Astrik de Esztergom a Roma, encargándole que solicitara en su nombre una corona al pontífice. Sin embargo, el rey de Polonia, Miecislao I, que también había enviado emisarios a Roma con el mismo objetivo, iba a recibir una corona que ya estaba preparada. Una noche, se le apareció en sueños al papa, en el relato no se cita el nombre de ningún pontífice, el Ángel del Señor que le anunció que llegaría otro emisario de un pueblo desconocido solicitándole una corona. El ángel le indicó que debería entregársela a él porque ese pueblo poseía más méritos para recibirla. Al día siguiente el arzobispo Astrik recibió del papa la corona. 
La leyenda del obispo Hartvik comenzó a figurar en libros litúrgicos y breviarios húngaros aproximadamente a partir del año 1200, en los que se menciona al papa Silvestre II, y desde aquella fecha empezó a extenderse por el mundo cristiano. En 1613, el guardián de la Corona, Péter Révai, señaló que la Sacra Corona Húngara fue donada a san Esteban por el papa Silvestre II. Sin embargo, esta narración no pudo ser cierta, dado que el rey Miecislao I no era contemporáneo de san Esteban ni del papa Silvestre II. Además, en el relato de la vida de san Esteban, escrito en la época en que fue canonizado (1083), se recoge que «cinco años después de la muerte de su padre (...) trajeron una carta con bendiciones papales (...) y el Señor favoreció a uno, Esteban, que fue elegido rey, ungido y por fortuna coronado con la diadema del honor regio». En esta historia no se menciona ninguna corona donada por Roma. Por otra parte, en los Archivos Vaticanos no se ha localizado ningún documento relacionado con la donación de una corona a los húngaros, circunstancia que hubiera contado con el interés de la Iglesia católica porque probaría su ascendiente sobre el Reino de Hungría.

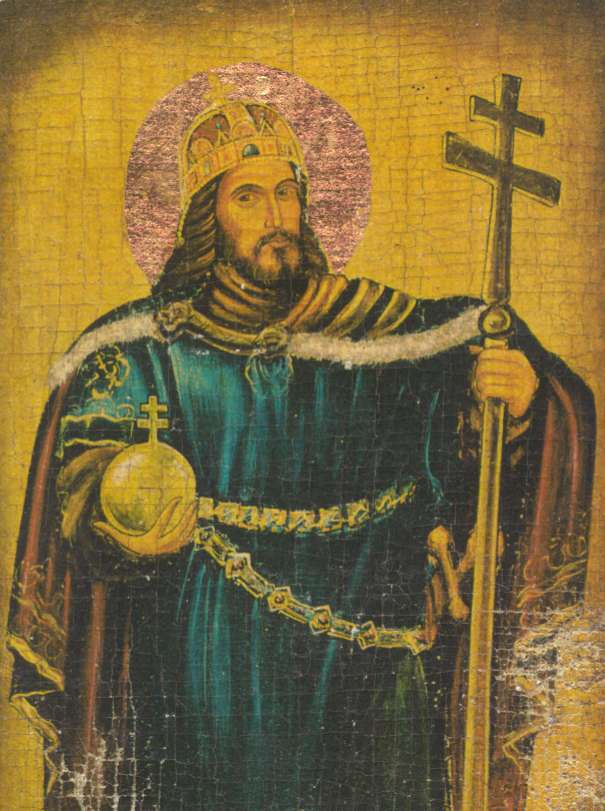
San Esteban.

Existe otra teoría, muy difundida pero incierta, formulada por Thietmar von Merseburg (fallecido en 1018). Este autor afirmó que el emperador Otón III aceptó que Esteban fuese coronado y el papa le envió sus bendiciones; algunos historiadores han defendido que también le mandó una corona, pero hasta la fecha no hay ninguna prueba que lo pueda documentar.
A las dos teorías más destacadas –la donación por el papado y su creación durante el reinado de Bela III (la más probable)– se les unen otras, de acento más romántico, que situarían en Asia y en un pasado remoto el origen de la Corona Húngara.
Se ha llegado a pensar que las dos partes de la corona pudieron ser elaboradas en periodos diferentes debido a las diferencias encontradas en los estilos y técnicas con que se realizaron las imágenes esmaltadas de la decoración. A esta circunstancia se le une el hecho de que las inscripciones de la diadema son griegas y las de las bandas, latinas. Sin embargo, se debe destacar que observando esta joya no se encuentra ningún indicio, al margen de lo ya expuesto, que lleve a pensar que esté formada por elementos que pudiesen haberse encontrado separados en algún momento.
En 1978, cuando la Sacra Corona fue devuelta a Hungría por los Estados Unidos y comenzaron a realizarse cuidadosos estudios, se volvió a tratar de determinar qué elementos de la parte superior pudieron pertenecer a la corona originaria del primer monarca húngaro.

## Tipos de coronas
En función de su uso, las coronas podían ser:
- Coronas de uso privado, sin restricciones.
- Coronas de Estado o de uso gubernamental, empleadas en determinadas ceremonias, como las aperturas solemnes de parlamentos y las coronaciones.
- Coronas de sucesión, empleadas únicamente como símbolos de la transmisión del poder al sucesor.

Al ser una corona de sucesión, la Sacra Corona únicamente fue utilizada durante las ceremonias de coronación de los reyes de Hungría, quedando el resto del tiempo bajo la custodia permanente de dos guardias de la Corona (koronaőr). Únicamente se permitía a otras dos personas tocar la Sacra Corona: la persona que ostentaba después del monarca el título secular (aristocrático) de mayor rango en el país, el Nádor de Hungría, encargado de depositarla sobre un cojín para su traslado con motivo de una coronación, y el arzobispo de Esztergom que ostentaba el título eclesiástico más importante, encargado de coronar al rey.

## Diseño e imágenes de la corona
La corona de san Esteban está hecha de oro y decorada con diecinueve imágenes esmaltadas, realizadas con piedras semipreciosas, perlas y alabandina (un mineral formado por sulfuro de manganeso). Consta de tres partes, la diadema inferior, denominada Corona Greca, las dos bandas que se cruzan, conocidas como Corona Latina, y la cruz de la parte superior, que en la actualidad se encuentra torcida.
Posee cuatro colgantes (pendilium) sujetos por cadenas a cada lado de la diadema inferior y otro situado en la parte posterior.

### Corona Griega
La Corona Graeca ("Corona Griega") es un stephanos o corona abierta que tiene una anchura de 5,2 centímetros y un diámetro de 20,5 centímetros.
Las dos piedras talladas de aguamarina, situadas en la parte trasera de la diadema, fueron incorporadas por el rey Matías II (1608-1619). En la imagen de la parte delantera aparece representado un Pantocrátor. En el borde, a la derecha e izquierda de Jesucristo, están situadas las figuras de los arcángeles San Miguel y San Gabriel, seguidos de las figuras de los santos Jorge y Demetrio de Tesalónica, y de San Cosme y San Damián con la mitad de su tamaño.
En un marco arqueado situado en la parte trasera de la diadema aparece representado el emperador Miguel VII Ducas (1071-1078). Debajo, a la izquierda se encuentra una imagen, con la mitad de su tamaño, denominada Kon. Porphyrogennetos, que puede tratarse del hermano del emperador Miguel, o bien de su hijo y heredero. A la izquierda aparece una imagen del rey húngaro Geza I (1074-1077), junto a la inscripción griega: ΓΕΩΒΙΤZΑC ΠΙΣΤΟC ΚΡΑΛΗC ΤΟΥΡΚΙΑC (Geōvitzas pistós králēs Tourkías, Geza I, fiel monarca de la tierra de los turcos). El nombre empleado por los bizantinos para referirse a los húngaros en aquella época era turcos. Como era habitual en la jerarquía del Estado Bizantino, en la decoración de la Corona se observa una clara diferenciación entre los títulos del emperador y los del rey húngaro, al emplearse Kralj (rey) para referirse a Geza, que es una expresión helenizada proveniente del eslavo meridional común. Las figuras de los santos y los gobernantes griegos están representados con halos, mientras que la figura de Geza no. Los nombres de los emperadores aparecen escritos en color rojo y los de los monarcas húngaros en azul oscuro o negro.
Las placas esmaltadas de la decoración de la banda circular, el pequeño panel en que figura el Pantocrátor y la imagen del emperador Miguel se encuentran fijadas a la corona mediante técnicas diferentes. La imagen del emperador Miguel no pudo ser fijada al armazón de la misma forma que el Pantocrátor situado en la parte frontal. Esto se debe a que el armazón se halla doblado hacia arriba, lo que ha obligado a sujetar en sus bordes la placa con la imagen de Miguel VII. Esta circunstancia ha llevado a pensar que esta imagen no fue creada para decorar la corona. 

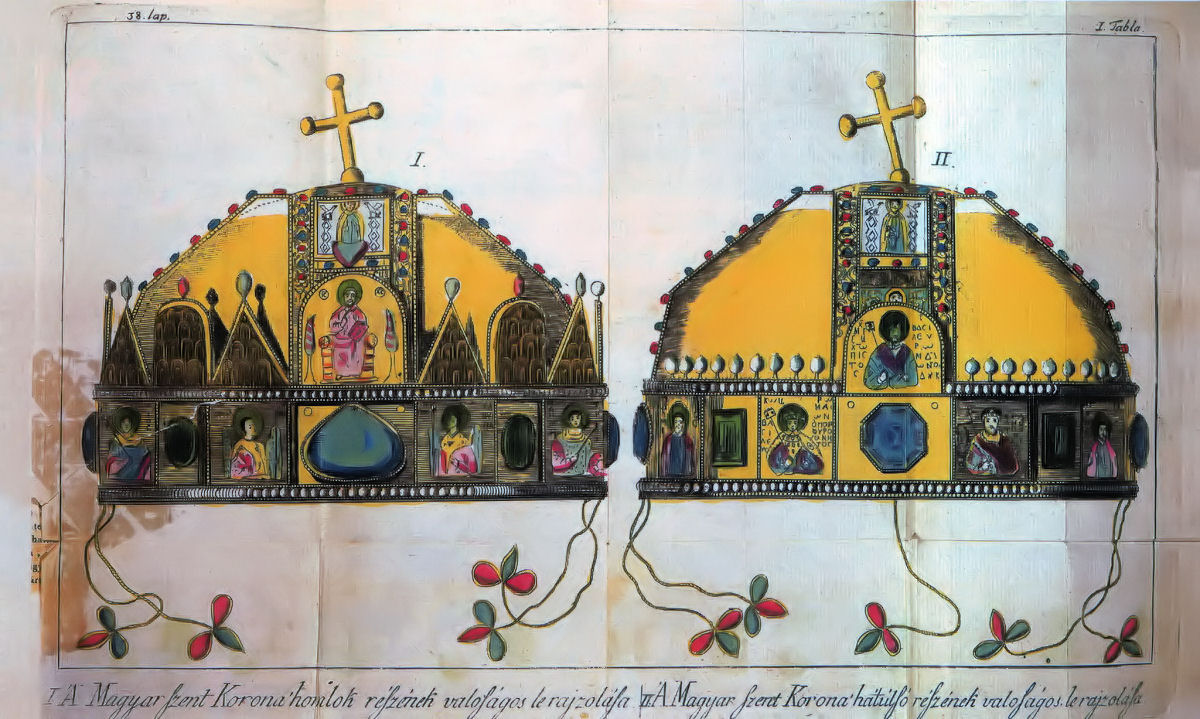
Vista frontal y posterior de la corona de san Esteban en un grabado realizado por Sámuel Decsy.

Se ha observado que la Corona Griega, debido a su forma apunada y al contar con placas arqueadas, es idéntica a las coronas que utilizaron las emperatrices bizantinas. En realidad llegó a Hungría aproximadamente en 1075, enviada por el emperador Miguel VII Ducas para obsequiar a la esposa del rey Geza, que pertenecía a la familia griega de los Synadenos. No era una corona nueva, pudo tratarse de una antigua corona femenina procedente del tesoro del emperador que fue remodelada para la ocasión. Es posible que las imágenes esmaltadas sustituyeran a otras anteriores, consideradas poco apropiadas para una reina de Hungría.

### Corona Latina
La Corona Latina, que no es un objeto independiente ni podía utilizarse sin la Corona Griega, fue diseñada para estar unida al borde superior, dotando a ésta de una cubierta con forma abovedada. La Corona Latina se compone de cuatro chapas de oro, de una anchura de 5,2 centímetros y con uno de sus bordes unido a una placa central, de forma cuadrada y con una longitud de 7,2 centímetros en cada lado. Estas chapas de oro, que cubren la parte superior de la joya, transforman entonces el stephanos o corona abierta en un stemma o corona cerrada. El simbolismo de una corona cerrada implica que el portador de la joya no se encuentra sometido a monarca alguno.
La escritura de las leyendas que identifican las imágenes de los santos representados ha facilitado pistas sobre la fecha en la que pudo ser elaborada la Corona Latina. Tanto la mayúscula T que figura en la palabra Thomas y la segunda U de la palabra Paulus muestran el estilo característico que poseían las letras latinas empleadas en monedas bizantinas, una costumbre que se abandonó a mediados del siglo XI. Estas imágenes pudieron formar parte de un relicario o de un altar plegable regalado a san Esteban por el papa. También es posible, aunque tal vez nunca sea factible comprobarlo, que san Esteban recibiese la propia Corona Latina como un regalo de algún papa en señal de agradecimiento por algún obsequio suyo, costumbre cuya existencia histórica en aquella época se ha documentado. Sin embargo,  se ha comprobado que las imágenes de los apóstoles, por su estilo, no pudieron ser realizadas en una fecha cercana al año 1000.
Las bandas que se cruzan están decoradas en sus bordes con hileras de cuentas de oro. La placa central está decorada con doce perlas que simbolizan a los doce apóstoles. La Corona Latina cuenta en su decoración con un total de setenta y dos perlas. 
La placa central está adornada con una imagen del Pantocrátor, esmaltada mediante una técnica conocida como cloisonné. En cada banda se pueden observar dos figuras de apóstol (ocho en total) que se corresponden con los ocho primeros que son citados en los Hechos de los Apóstoles, 1.13.

### La Cruz
La cruz se encuentra unida al resto de la corona de forma tosca, rompiendo la imagen de Cristo situada en la parte superior, y, al contrario de muchas otras coronas cristianas, sin un orbe. Pudo haberse añadido durante el siglo XVI. La cruz de la corona quedó torcida durante el siglo XVII, probablemente pudo dañarse en el momento de cerrar el cofre de hierro en el que se custodiaba por estar mal colocada en su interior. Desde entonces se ha mantenido inclinada hacia la izquierda y así ha aparecido en todas las representaciones de la corona de san Esteban que se han realizado.

### La Corona en conjunto
La forma de la corona de san Esteban es muy parecida a la del kamelaukion, un tocado con su parte superior cubierta que fue introducido por el Imperio Bizantino y cuyo diseño se empleó también en las coronas bizantinas. Durante el reinado de Bela III, se incorporaron a la Corona Griega las bandas que se cruzan en la parte superior. Es posible que se pretendiera imitar las coronas bizantinas, debido a que Bela III se había criado en Constantinopla. Para decorar estas bandas se recurrió a una decoración semejante a la utilizada en la Corona Griega.

## Vínculos del tesoro con san Esteban

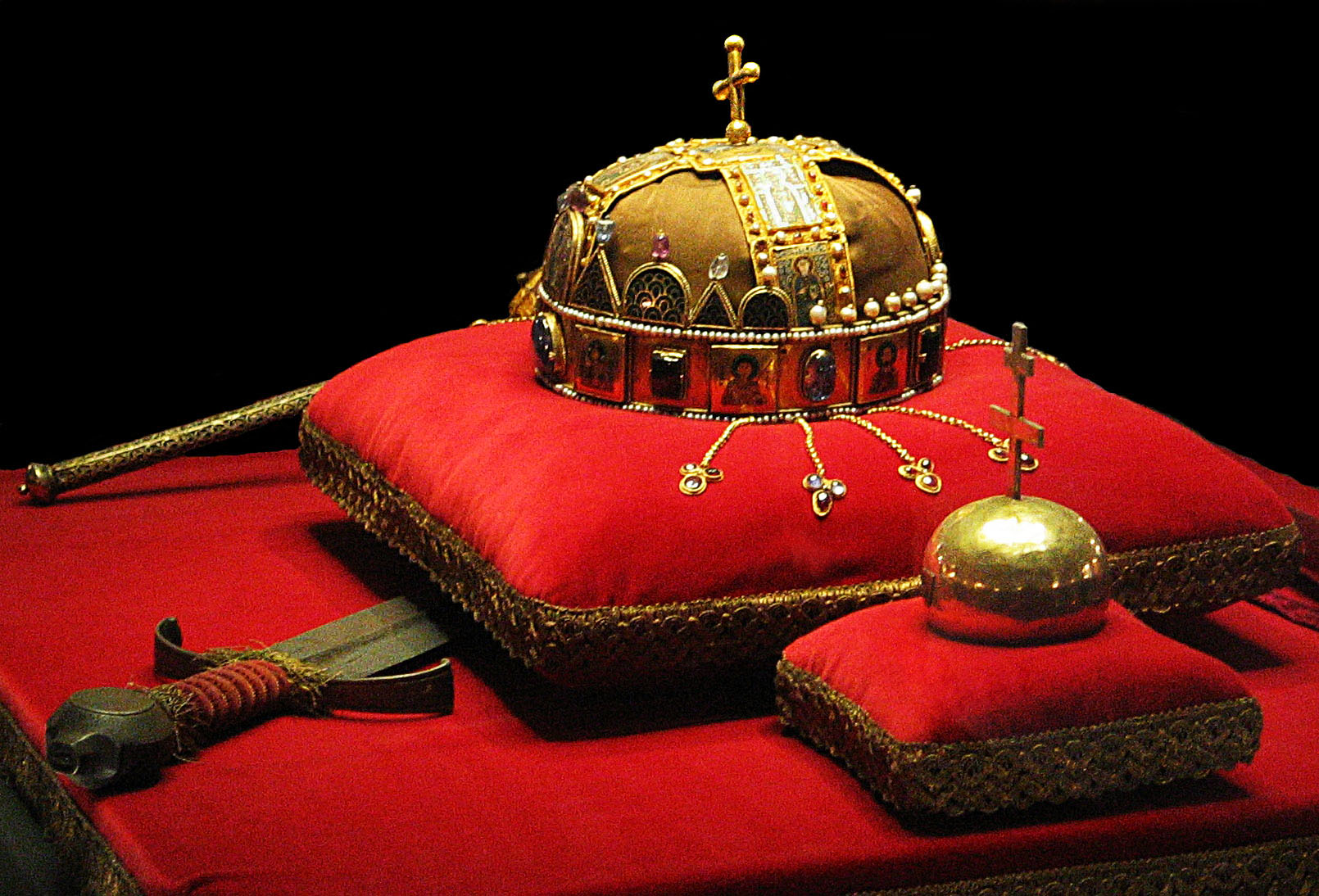
La Corona, la Espada y el Orbe de Hungría.

Existe la posibilidad de que las bandas cruzadas de la Corona Latina procedan del propio tesoro de san Esteban. Por otra parte, en la época de la creación de la corona, existía la esperanza de que incluyese algunos trabajos anteriores de orfebrería realizados con oro que permitiesen vincularla con el propio Esteban.
La inscripción bordada en el manto que fue empleado en la ceremonia de coronación de los monarcas húngaros muestra con certeza que Esteban y su esposa, la reina Gisela de Baviera, ordenaron su elaboración, que data del año 1031.
El cetro utilizado en la coronación de los reyes de Hungría, que dispone de un orbe o mundo en su extremo superior, también puede ser de la época del rey Esteban. En los sellos de sus contemporáneos, el emperador Enrique II y Rodolfo III de Borgoña aparecen representados ambos portando un cetro con la misma forma. Este tipo de cetros, de pequeña longitud y con un orbe en su extremo superior, sólo fueron usados en aquella época.

## Concepción jurídica de la Corona Húngara

El Escudo de Hungría, en el que puede observarse la corona de san Esteban.

A comienzos del siglo XIX fue tasada la Sacra Corona Húngara. El valor del armazón de oro y las joyas que decoran la corona ascendía a 20.000 florines de oro, pero su valor artístico y simbólico es incalculable. Carlos I Roberto de Hungría tuvo que ser coronado en tres ocasiones, ya que no utilizó la corona de san Esteban hasta el año 1310. Un ejemplo que muestra la importancia política y simbólica de la Sacra Corona Húngara, se desprende del hecho de que durante el periodo de entreguerras Hungría fue desde 1920 hasta 1946 un «reino con el trono vacante», incluso después de que el último monarca húngaro, Carlos IV (Carlos I como emperador de Austria), intentase recuperar el trono en dos ocasiones durante 1921 sin conseguirlo.
En aquella época, en un reino con el rey ausente, se consideraba monarca del país a la Virgen María, a la que se rendía culto como Reina de Hungría y a pesar de la circunstancia de que el regente, Miklós Horthy, fuese protestante. Se promovió la doctrina política que reconocía a la Corona Húngara personalidad jurídica. Esto implicaba que los poderes del monarca o del gobierno provenían de la Corona (y que ésta no era sólo el símbolo de la autoridad del rey). De esta forma, en el escudo de Hungría se mantuvo la corona de san Esteban pese a que la figura del rey había sido sustituida, de forma definitiva, por un regente. Esta doctrina sirvió para justificar un régimen marcadamente conservador y la carrera que Hungría emprendió para recuperar los Territorios de la Corona de san Esteban perdidos, lo que arrastró al país a una alianza con el III Reich y a su derrota al finalizar la II Guerra Mundial.
Aunque Hungría posee una forma de gobierno republicana, en la actualidad la corona de san Esteban figura en el escudo del país. Esta circunstancia genera controversia en los países vecinos, ya que podría simbolizar posibles reclamaciones de territorios que pertenecieron al Reino de Hungría. Gran parte de la población considera a la corona como el símbolo del mantenimiento de la soberanía húngara durante un milenio de historia turbulenta en la Europa central. Los movimientos políticos más conservadores se muestran partidarios de volver a otorgar poderes a la Corona Húngara, y por tanto dotarla de personalidad jurídica.

## Historia de la Corona Húngara

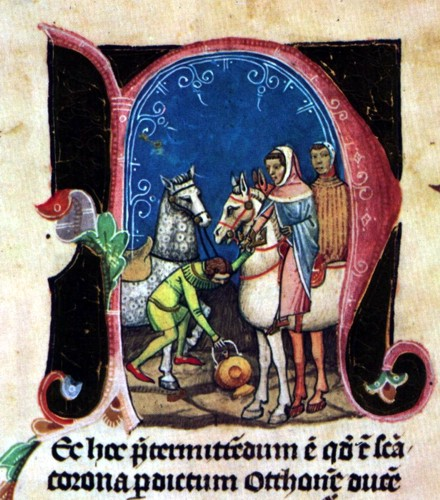
El rey Otón de Hungría consigue la Santa Corona luego de haberla perdido por el camino en su huida. Imagen de la Crónica Picta Húngara,.

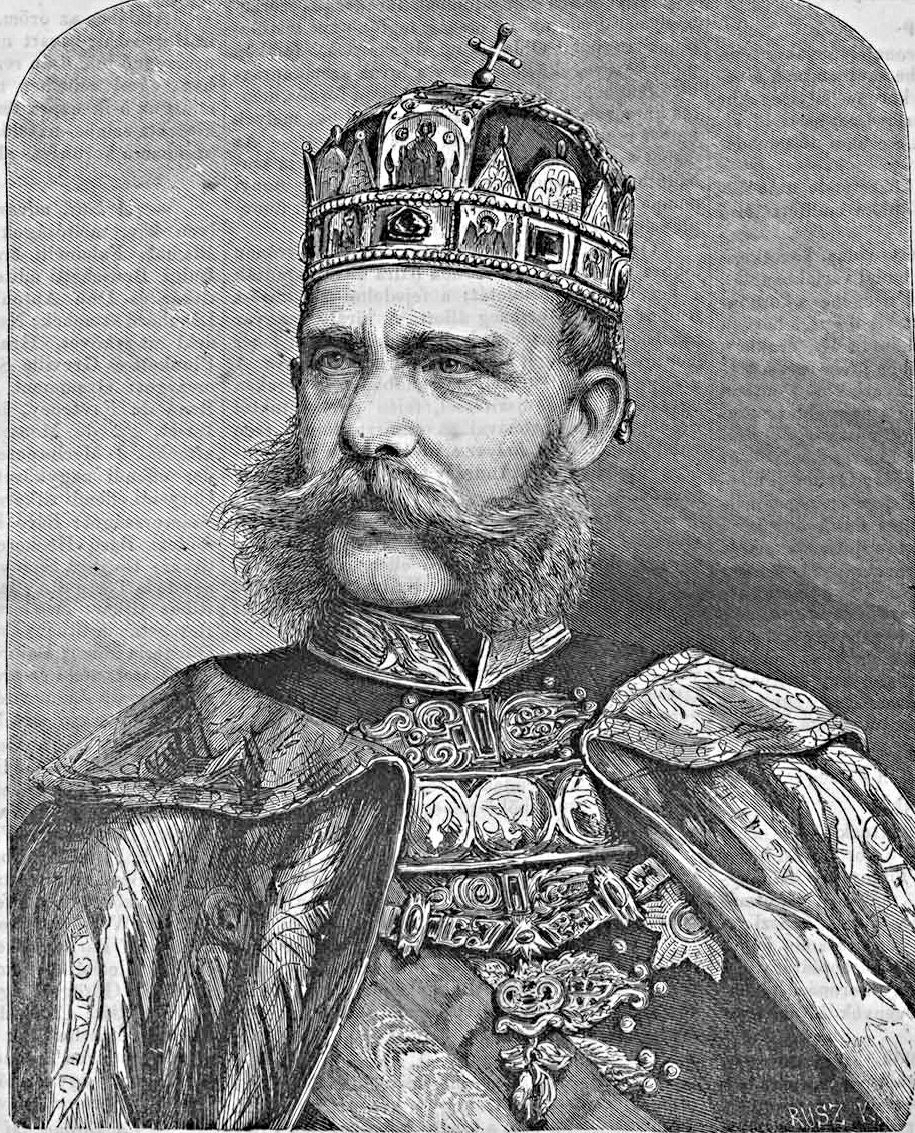
Retrato de Francisco José portando la corona de san Esteban.

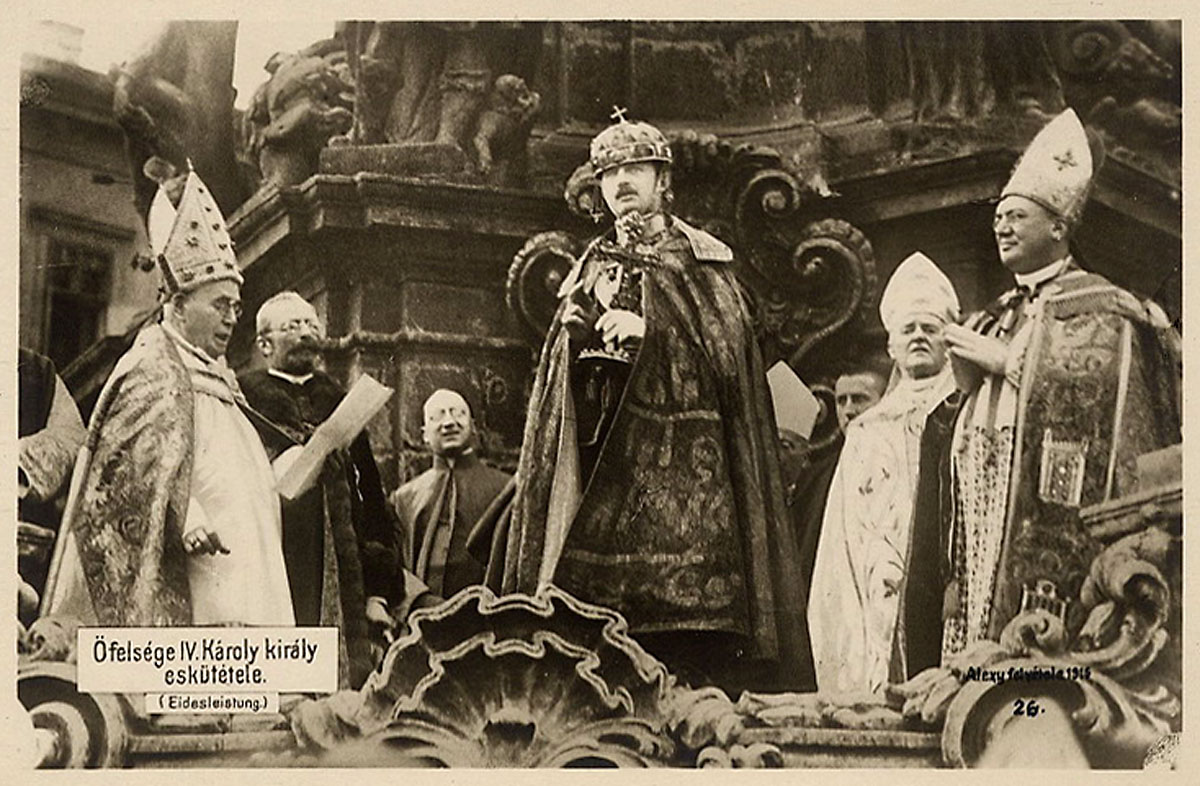
Coronación del rey Carlos IV de Hungría en 1916 en Budapest.

La corona de san Esteban ha tenido una existencia agitada, ha sido extraviada, recuperada y enviada fuera de Hungría en varias ocasiones. Durante el periodo de la Dinastía Arpad (1000-1301), la corona estuvo en la ciudad de Székesfehérvár, lugar donde se celebraban las ceremonias de coronación. Posteriormente estuvo custodiada en: Visegrado (Condado de Pest), Pozsony (actual Bratislava) y en Buda. Estuvo perdida en 1307 cuando el rey Otón de Hungría intentaba escapar de los ejércitos rivales del otro pretendiente al trono, el posterior Carlos I Roberto de Hungría. La corona había sido escondida en un recipiente para portar agua y durante la marcha se les cayó. Milagrosamente, al darse cuenta de que faltaba, regresaron al día siguiente y la hallaron en el mismo lugar donde la habían perdido. Finalmente pasó a manos del noble húngaro Ladislao Kán, quien se negaba a devolverla a Carlos Roberto, hasta que fue amenazado por el cardenal Gentilis, enviado papal. Kán, ante la amenaza de excomunión la devolvió de inmediato, y posteriormente Carlos Roberto fue coronado como rey con la santa corona.
Durante el siglo XV, a la muerte del rey húngaro Segismundo de Luxemburgo en 1437, el trono pasó a Alberto de Hungría, de la Casa de los Habsburgo, quien había tomado como esposa a Isabel de Luxemburgo, la hija del anterior rey. Sin embargo, al caer gravemente enfermo, Alberto murió en 1439 dejando a Isabel embarazada y en una situación política tensa, donde el reino húngaro estaba amenazado por los ejércitos turcos otomanos. Para evitar que el trono húngaro fuera tomado por otro que no fuese ella o sus descendientes, la reina le ordenó a su dama de compañía Helena Kottanner, quien era también nodriza de su hija, que entrase en el palacio de Visegrado y robase la Santa Corona húngara con ayuda de un par de colaboradores. De esta manera, con la corona escondida dentro de un cojín, Kottanner llevó en 1440 la joya hasta la reina, quien esa misma noche dio a luz a su hijo Ladislao el Póstumo, a quien coronaron como Ladislao V de Hungría.
Más tarde la familia real se vio forzada a huir a territorio austriaco, donde Federico III de Habsburgo le concedió asilo y mantuvo en su poder la Santa Corona. Esto significaba también que se adjudicaba a sí mismo el trono húngaro, lo cual creó un serio problema con motivo de la coronación del joven conde Matías Corvino, electo rey de Hungría por la nobleza en 1458. Tras largas negociaciones recuperaron la Santa Corona y el rey pudo ser coronado. 
Después de la muerte del rey Luis II de Hungría en la batalla de Mohács en 1526, los turcos otomanos comenzaron a ocupar el reino y el conde húngaro Juan Szapolyai, voivoda de Transilvania, se hizo coronar como rey Juan I de Hungría con la Santa Corona. A consecuencia del ataque del sultán Solimán y las pretensiones de Fernando I de Habsburgo, la corona finalmente fue a parar en el monarca austriaco, quien fue coronado rey húngaro a los pocos meses.
Puesto que gran parte del reino húngaro estaba ocupado, las ceremonias de coronación se hicieron a partir de entonces en Bratislava, que era el asentamiento húngaro de mayores dimensiones fuera de la esfera de poder otomana. Las siguientes coronaciones se realizaron en esa misma ciudad, que volvió a ocupar un puesto de segunda importancia después de que en 1686 la ciudad de Buda fuese liberada del dominio turco.
Al fracasar la Revolución Húngara de 1848, Lajos Kossuth tomó la corona de san Esteban y las otras insignias reales y las enterró, dentro de una caja de madera, en un bosque de sauces cercano a Orsova (Transilvania). Recuperadas, las joyas de la Corona Húngara regresaron al Castillo Real de Buda en 1853.
Catorce años después, en 1867, la corona de san Esteban y el resto de las joyas fueron utilizadas en la ceremonia de coronación de Francisco José como rey de Hungría.
La última coronación húngara, celebrada también en Budapest, tuvo lugar el 30 de diciembre de 1916 en plena I Guerra Mundial, cuando Carlos de Habsburgo-Lorena fue coronado como Carlos IV de Hungría.
En ambas ocasiones la reina (en 1867 Isabel de Baviera y en 1916 Zita de Borbón-Parma) portó una corona de diamantes.
El 4 de mayo de 1945, concluida la Segunda Guerra Mundial, las joyas de la Corona de Hungría fueron tomadas en Mattsee (Austria) por la 86.ª División de Infantería de los Estados Unidos. Las joyas fueron trasladadas a la Europa occidental y finalmente entregadas al ejército estadounidense para evitar que cayeran en manos de la Unión Soviética. Durante gran parte de la Guerra Fría, las joyas estuvieron depositadas en el Depósito de la Reserva Federal de los Estados Unidos, que se encuentra en Fort Knox (Kentucky), junto a las reservas de oro de los Estados Unidos y otras piezas históricas de valor incalculable. El 6 de enero de 1978, tras realizarse una exhaustiva investigación para confirmar la autenticidad de la Corona, las joyas fueron devueltas al pueblo húngaro por orden del presidente de los Estados Unidos Jimmy Carter. La investigación mencionada ha servido de base para gran parte de los conocimientos sobre las insignias de los monarcas húngaros actualmente disponibles.
Después de la caída del comunismo, la corona de san Esteban volvió a figurar en el escudo de Hungría. En 1990 la Asamblea Nacional decidió recuperar la versión anterior a la II Guerra Mundial y no el escudo de 1849, de Lajos Kossuth, que no incorporaba la corona. 
Hungría es el único país en Europa que conserva, casi en su totalidad, un conjunto de insignias de coronación creado durante la Edad Media. El 1 de enero de 2000, la Sacra Corona Húngara, el cetro, el orbe y la espada fueron trasladados del edificio del Parlamento Húngaro al Museo Nacional de Hungría. 
Los restos del extenso manto de la coronación se conservan en una cámara con gas inerte para que no se deteriore. A diferencia de la corona y el resto de las insignias, se piensa que el manto fue utilizado por Esteban y elaborado aproximadamente en el año 1030. En algunos códices se recoge que el manto fue un obsequio realizado por la reina, Gisela de Baviera, y unas monjas. En el centro de la cola del manto figura el único retrato conocido de san Esteban, portando una corona (diferente de la que tradicionalmente se le ha atribuido). En una inscripción del manto de forma circular y en latín, se identifica a éste como una prenda litúrgica episcopal.

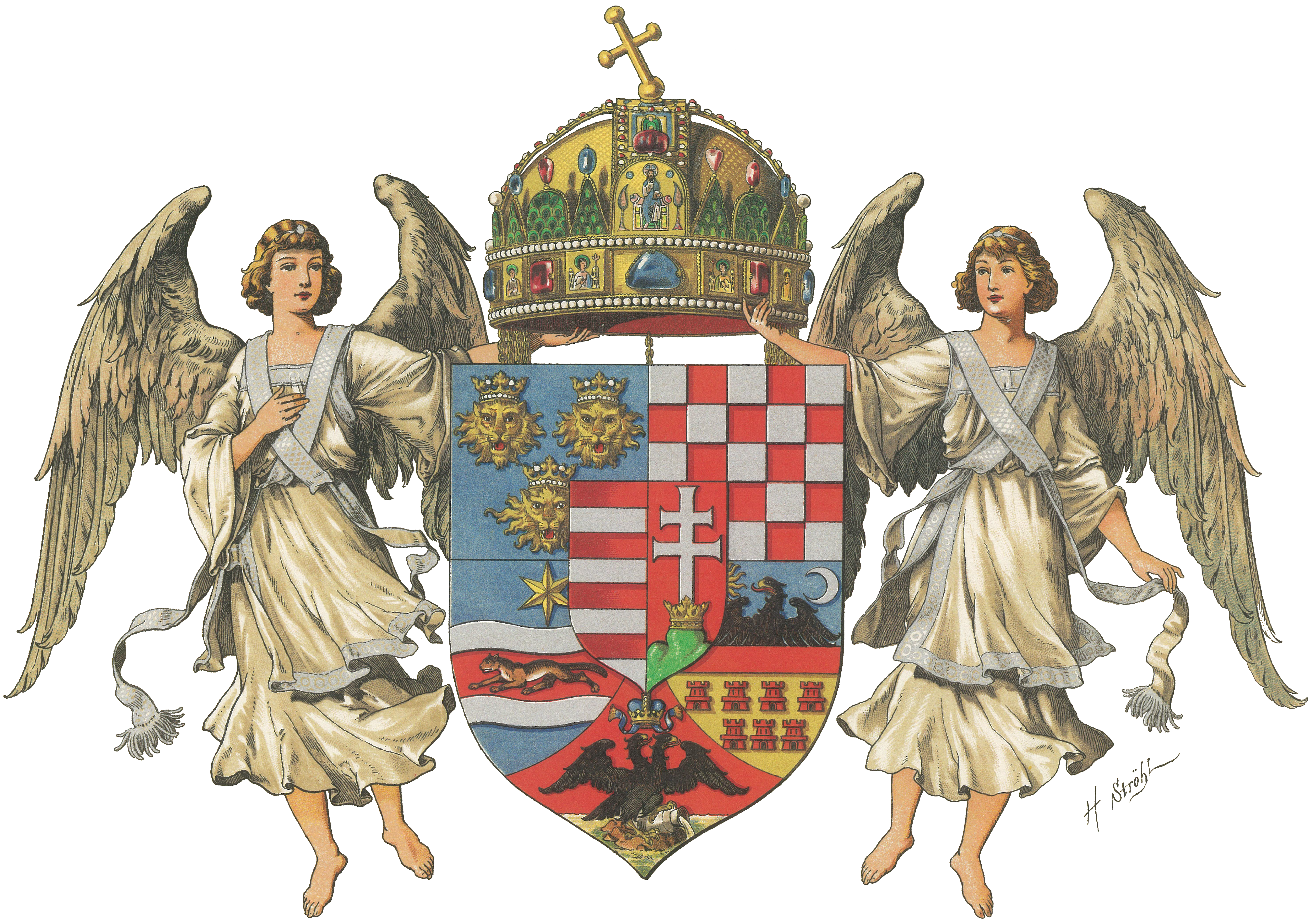
Escudo de armas de las Tierras de la Corona de san Esteban (1867).

Se considera que el cetro es la pieza artísticamente más valiosa de las Joyas de la Corona de Hungría. Contiene una esfera maciza de cristal de roca decorada con «leones grabados», un producto raro fatimí del siglo X. Su mango está formado por una vara rígida decorada con trabajos de plata de gran calidad.
La espada ceremonial fue elaborada en Italia durante el siglo XIV. La espada de uso cotidiano que perteneció a san Esteban se conserva en la Catedral de San Vito en Praga desde 1368. Esta espada, que se encuentra en buen estado de conservación, tiene una hoja de 60 centímetros de longitud. La espada de uso cotidiano de san Esteban ha sido prestada a Hungría en diversas ocasiones, pero nunca fue empleada en las ceremonias de coronación.

## En la cultura popular
- La corona de san Esteban aparece representada en el cuadro El último sueño de Arturo en Ávalon de Edward Burne-Jones.
- Franz Liszt compuso en 1867 la Misa de la coronación húngara para la coronación de Francisco José.[10]
- En el juego Lands of lord, es usada como reliquia de reino y de gran ducado.[11]